# 赫里亚
赫里亚，是西班牙卡斯蒂利亚-莱昂巴利亚多利德省的一个市镇。总面积18平方公里, 
2001年普查人口總數為471人，人口密度為每平方公里26人。